# Nikołaj Zarubajew
Nikołaj Płatonowicz Zarubajew (ros. Никола́й Плато́нович Заруба́ев; ur. 1843, zm. 28 maja?/10 czerwca 1912 w Kisłowodsku) – generał adiutant, generał piechoty Imperium Rosyjskiego, uczestnik wojny rosyjsko-japońskiej 1904-1905.

## Życiorys
Uczył się Michajłowskim Korpusie Kadetów w Woroneżu. Ukończył Konstantynowską Szkołę Oficerską. Oficer z 1863 w Grenadierskim pułku Gwardii Cesarskiej. Po ukończeniu w 1870, Nikołajewskiej Akademii Sztabu Generalnego służył jako przedstawiciel Sztabu Generalnego w sztabach Zachodniego wschodnio Syberyjskiego Okręgu Wojskowego. Od 1875 dowódca pułku. Był szefem sztabu wojsk województwa Akmolinskiego. W 1877 szef sztabu 7 Dywizji Kawalerii, a w latach 1885–1890 dowódca 133 Syneropolskiego pułku piechoty. W 1890 został awansowany do stopnia generała-majora i dowódca 2 Brygady Piechoty w 13 Dywizji Piechoty, w 1891 szef sztabu 6 Korpusu Armijnego, w 1898 szef sztabu Omskiego Okręgu Wojskowego. W 1899 awansował do stopnia generała lejtnanta.
W latach 1900–1903 dowodził 9 Dywizją Piechoty, po czym został asystentem dowódcy Syberyjskiego Okręgu Wojskowego. Na tym stanowisku pozostawał do mobilizacji 1904 r. Wyznaczony na dowódce 4 Korpusu Syberyjskiego, składającego się z 2 i 3 Rezerwowych Brygad Piechoty rozwiniętych do dywizji. Po dyslokacji Korpusu na teatr działań wojennych zostało mu przydzielone zadanie obserwacji wybrzeża od Liao He do Xiongyuecheng i ochrony dróg od Xiuyan do Haichengu i Gaizhou oraz dróg do I Korpusu Syberyjskiego. Po przegranej bitwie pod Wafangou I i IV Korpusy Syberyjskie były wycofane pod Dashiqiao. Po wyznaczeniu gen Aleksego Kuropatkina na dowódcę Oddziału Wschodniego Zarubajew został dowódcą Oddziału Południowego. 23 i 24 lipca armia gen. Yasukata Oku zaatakowała Oddział Południowy. Natarcie zostało odparte, jednak wydany rozkaz przez dowódcę Armii Mandżurskiej zmuszał wojska Zarubajewa do wycofania w rejon Haichengu. W bitwie pod Liaoyang Zarubajew dowodził rejonem umocnionym. Odparł ataki Japończyków, jednak wycofał swoje wojska nad Taizi He, zgodnie z rozkazem dowódcy armii. 
W bitwie nad Sha He IV Korpus Syberyjski był początkowo w rezerwie Armii i przesuwał się za centrum walk, jednak po nieudanym manewrze gen. W. Maj-Majewskiego znalazł się na pierwszej linii i przyjął na siebie szereg uderzeń w walkach pod Hamatang.
W bitwie pod Mukdenem IV Korpus Syberyjski był także w drugim rzucie. 3 marca 1905 Zarubajew zostaje dowódcą Korpusu Zbiorczego, sformowanego z oddziałów I i IV Korpusu. Jedna część Korpusu broniła pozycji pod Zhu'ertun, druga została podporządkowana gen. Mylow. 5 marca Korpus Zborny zostaje podporządkowany dowódcy 2 Armii Mandżurskiej. Zarubajew po zwolnieniu ze stanowiska dowódcy Korpusu, czasowo pełnił obowiązki dowódcy 2 Armii. Z chwilą objęcia stanowiska dowódcy 2 Armii przez gen. Mikołaja Liniewicza, Zarubajew objął czasowo obowiązki dowódcy 1 Armii, do czasu objęcia stanowiska przez gen. Kuropatkina.
Za zasługi w bitwach i osiągnięcia w wojnie Zarubajew został awansowany do stopnia generała adiutanta. Stopień generała piechoty otrzymał za walki pod Liaoyang, ze starszeństwem z 1 września 1904. Był odznaczony m.in. Orderem św. Jerzego 4 stopnia i Złotą Bronią z dedykacją „Za Odwagę”.
W czasie wojny 1904–1905 gen. Zarubajew wyróżniał się spośród innych generałów tej kampanii tym, że nie odbierał inicjatywy podwładnym, jego rozkazy były krótkie i konkretne, nie wtrącał się do spraw drobnych, spokojnie zachowywał się i śledził tok zdarzeń z których wyciągał wnioski. Cieszył się wielką popularnością wśród podwładnych i szacunkiem wśród przełożonych. 
Po zakończeniu wojny 1904–1905 jednostki IV Korpusu były rozformowane. W 1905 roku Zarubajew został asystentem naczelnego dowódcy Jego Imperatorskiej Wysokości Wojsk Gwardii i dowódcy Petersburskiego Okręgu Wojskowego, a od 31 grudnia także stałym członkiem Rady Obrony Państwa. W latach 1906–1909 był generalnym inspektorem piechoty. Powierzono mu przewodnictwo komisji ds. opracowania nowych metod szkolenia oficerów. 24 grudnia. 1909 został dowódcą Odeskiego Okręgu Wojskowego. Zmarł w Kisłowodzku w dniu 10 czerwca 1912.